# Scotney Castle
Scotney Castle er et engelsk country house med park, der ligger sydøst for Lamberhurst i Bewl-floddalen i Kent i England. Det tilhører National Trust.
Parken og haven, som er et berømt eksempel på en malerisk stil som Turner, er åben for offentligheden. Ruinerne af en middelalderherregård ligger på en lille ø i en sø, der fungerer som voldgrav. Det kaldes Scotney Old Castle. De ældste kilder skriver, at Lambert de Scoteni ejede ejendommen i 1137. Roger Ashburnham bliver krediteret for at have bygget borgen omkring 1378–80. Landskabet omkring borgen skråner ned mod søen og er beplantet med rhododendron, azalea og kalmia, der giver farver om foråret; og blåregn og roser, der blomstrer om sommeren og det tidlige efterår.
Øverst i haven står et hus, der blev bygget fra 1835 til 1843 for at erstatte den gamle bygning på ejendommen. Det kaldes Scotney New Castle eller Scotney Castle og er tegnet af Anthony Salvin. Det er et tidligt eksempel på den arkitektoniske periode Tudor Revival i 1800-tallets Storbritannien. Da ejeren Elizabeth Hussey døde, blev huset åbnet for offentligheden den 6. juni 2007.